# 岩井圭司
岩井 圭司（いわい けいじ、1961年 - ）は日本の医学者、精神科医、臨床心理学教育者。専門は、精神病理学、心的外傷論（トラウマ論）、医学史・医学論。学位は、博士（医学）（神戸大学・1997年）。大阪人間科学大学教授。元兵庫教育大学大学院教授（学校教育研究科人間発達教育専攻臨床心理学コース）。神戸大学客員教授（医学部で「医学史と医学概論」を担当）。元・日本トラウマティック・ストレス学会会長（2015年6月 - 2017年6月）。
阪神・淡路大震災（1995年）後は、災害後精神保健活動、学校防災、精神的被害の民事賠償裁判における評価（被害者鑑定）、犯罪被害者支援を中心に、PTSDをはじめとする心的外傷（トラウマ）関連病態の臨床と研究に取り組んでいる。
中井久夫門下。岳父は阪本健二。
精神保健指定医、精神科専門医・指導医（日本精神神経学会）、臨床心理士（日本臨床心理士資格認定協会）、公認心理師。

## 来歴
大阪市で出生、その後奈良市で小学校時代を過ごした後、大阪教育大学附属天王寺中学校を経て、
- 1980年 - 大阪教育大学教育学部附属高等学校天王寺校舎卒業。中高の一級下に、山中伸弥（大学でも一級下）、世耕弘成。
- 1986年 - 神戸大学医学部医学科を卒業し、神戸大学医学部附属病院研修医。
- 1988年 - 兵庫県立光風病院（現・兵庫県立ひょうごこころの医療センター）医師。
- 1994年 - 神戸大学医学部附属病院助手（教育）（精神科・神経科）
- 1995年 - 阪神・淡路大震災。兵庫県芦屋市の自宅で被災[5]。
- 1998年 - 兵庫県精神保健協会こころのケアセンター 医師。
- 1999年 - 同 課長 と 兵庫県立精神保健福祉センター 課長、兵庫県保健部障害福祉課 主査 を兼務。
- 2000年 - 兵庫教育大学学校教育学部 助教授（教育臨床講座）
- 2004年 - 国立大学法人兵庫教育大学大学院学校教育研究科 教授
- 2023年 - 大阪人間科学大学人間科学部 教授[6][注釈 1]（現任中[8]）

兵庫教育大学在職中は、臨床・健康教育学系長、大学院連合学校教育研究科（博士課程）副研究科長、人間発達教育専攻長等を務めた。

## 学会
- 日本精神病理学会 評議員、編集委員
- 日本トラウマティック・ストレス学会 理事、元・会長（2015年6月 - 2017年6月）

## 著書

### 分担執筆
- こころのケアセンター（編）『災害とトラウマ』みすず書房、1999年10月。ISBN 978-4622041122。
- 外傷ストレス関連障害に関する研究会（編）『心的トラウマの理解とケア 第2版』じほう、2006年3月。ISBN 978-4840735438。
- 藤森立男・矢守克也（編）『復興と支援の災害心理学』福村出版、2012年7月。ISBN 978-4571250415。

### 編集
- 岩井圭司（編）『精神療法の旅路―阪本健二論文集』星和書店、1999年7月。ISBN 978-4791103898。

## 論文
- 岩井圭司「精神分裂病における知覚変容と妄想知覚」『精神神經學雜誌』第95巻第3号、日本精神神経学会、1993年3月、253-258頁、CRID 1050564285819327104、hdl:10132/3428、ISSN 00332658。
- 岩井圭司「PTSD訴訟事例に関して : 精神科医にできることとしなければならないこと」『精神神經學雜誌』第108巻第5号、東京 : 日本精神神経学会、2006年5月、470-474頁、CRID 1050282810842617088、hdl:10132/3430、ISSN 00332658。